# WarioWare: Move It!
WarioWare: Move It! es un videojuego de fiesta de minijuegos desarrollado conjuntamente por Nintendo e Intelligent Systems para Nintendo Switch. Es la undécima entrega de la serie WarioWare, después de WarioWare: Get It Together! (2021) para Nintendo Switch. Fue anunciado en el 21 de junio de 2023 en una Nintendo Direct. Los pedidos anticipados en Nintendo eShop estuvieron disponibles el mismo día de su anuncio. El juego fue lanzado el 3 de noviembre de 2023.

### Jugabilidad
Move It se maneja por control de movimiento utilizando los dos joy-cons del Nintendo Switch para gestos para mover y agitar objetos, se forma similar al esquema usado en WarioWare: Smooth Moves (2006) de la consola Wii usando poses pre-definidas. Hasta dos personas puede participar a la vez en los microjuegos, si uno de ellos falla el otro el oportunidad repetir el microjuego, pero algunos requieren la participación simultánea de ambos jugadores.

### Historia
Wario gana unas vacaciones en Isla Solaz e invita a todos sus conocidos en WarioWare. En la isla se les pide que lleven consigo unos objetos llamados "Form Stones" en inglés, "Posilitos" en España y "Pose-rocas" en América Latina.
| Wario                | Se utiliza la pose "Locomotora". El boss battle es un pulpo.                                                                                            |
| Mona                 | Mona buceando en busca de sirenas. Se presentan las poses "Manos arribas" y "Espadachín" . El boss battle es sostener una velas para disparar un cañón. |
| Crygor, Penny y Mike | Se presentan las poses "Masaje" y "Gerifalte" |
| Ashley y Red         | Se presentan las poses "Tira y Afloja" y "Balanza" |
| Orbulon              | Se presentan las poses "Culturistas", "Palmas arribas" y "Quiriqui"                                                                                     |
| Remix 1              | Mezcla microjuegos presentados anteriormente. |
| Kat y Ana            | Se presentan las poses "Firmes", "Supermodelo" y "Mano títere "                                                                                         |
| Cricket y Mantis     | Se presentan las poses "Cocodrilo" y "Sumo" |
| Jimmy T.             | "Arquero", "Emoción" y "Al acecho" |
| Dribble y Spitz      | Múltiples poses y también requiere usar los botones del joycon                                                                                          |
| 9-Volt               | Múltiples poses |
| Remix 2              | Múltiples poses |
| Volcán Wario         | Múltiples poses |

## Doblaje
| Personaje     | Seiyū              | Actor de voz original | Doblaje en Hispanoamérica | Doblaje de España  |
| ------------- | ------------------ | --------------------- | ------------------------- | ------------------ |
| Wario         | Hironori Kondō     | Kevin Afghani         | Óscar Flores              | Ramón Canals       |
| Mona          | Ruriko Aoki        | Stephanie Sheh        | Analíz Sánchez            | Clara Schwarze     |
| Lulú          | Mako Muto          | Alex Cazares          | Nicolle González          | Clara Schwarze     |
| Dr. Crygor    | Kensuke Matsui     | Kyle Herbert          | Beto Castillo             | David Jenner       |
| Penny Crygor  | Maya Enoyoshi      | Fryda Wolff           | Circe Luna                | Anna Orra          |
| Mike          | Ryōta Suzuki       | Robbie Daymond        | Alan Bravo                | Jordi Salas        |
| Ashley        | Akaya Fukuhara     | Erica Lindbeck        | Valentina Souza           | Carmen Calvell     |
| Red           | Mako Muto          | Tyler Shammy          | Analíz Sánchez            | Anna Orra          |
| Orbulon       | Shinya Hamazoe     | Robbie Daymond        | Alfonso Obregón           | David García Llop  |
| Kat           | Maya Enoyoshi      | Stephanie Sheh        | Annie Rojas               | Anna Orra          |
| Ana           | Yui Matsuyama      | Fryda Wolff           | Annie Rojas               | Anna Orra          |
| Leo           | Makoto Koichi      | Todd Haberkorn        | Circe Luna                | Clara Schwarze     |
| Jimmy T.      | Yuma Kametani      | Vegas Trip            | Carlos Segundo            | Rafael Parra       |
| Young Cricket | Ryōta Suzuki       | Robbie Daymond        | Moisés Iván Mora          | Jaume Aguiló       |
| Master Mantis | Shinya Hamazoe     | Owen Thomas           | Beto Castillo             | Jordi Salas        |
| Cicada        | Ruriko Aoki        | Erica Lindbeck        | Valentina Souza           | Anna Orra          |
| Dribble       | Yuma Kametani      | Kyle Herbert          | Carlos Segundo            | Jordi Salas        |
| Spitz         | Kazuya Yamaguchi   | Griffin Puatu         | Moisés Iván Mora          | David Jenner       |
| 9-Volt        | Makoto Koichi      | Melissa Hutchison     | Nycolle González          | Clara Schwarze     |
| 5-Volt        | Ruriko Aoki        | Cristina Vee          | Circe Luna                | Carmen Calvell     |
| 18-Volt       | Subaru Kimura      | Edward Bosco          | Alfonso Obregón           | Rafael Parra       |
| 13-Amp        | Yui Matsuyama      | Cristina Vee          | Valentina Souza           | Anna Orra          |
| Pyoro         | Masanobu Matsunaga | Masanobu Matsunaga    | Masanobu Matsunaga        | Masanobu Matsunaga |

Nota: A pesar de que Charles Martinet no repite su papel como Wario debido a su nuevo rol como "Embajador de Mario", Óscar Flores si repite su papel después de haberlo doblado en WarioWare: Get It Together! y en forma de parodia en Robot Chicken.